# Czaryż
Czaryż [ˈt͡ʂarɨʂ] es un pueblo ubicado en el distrito administrativo de Gmina Secemin, dentro del Condado de Włoszczowa, Voivodato de Świętokrzyskie, en el sur de Polonia central. Se encuentra aproximadamente a 7 kilómetros al sureste de Secemin, a 17 kilómetros al sur de Włoszczowa, y a 55 kilómetros al oeste de la capital regional Kielce.
El pueblo tiene una población de 220 habitantes.